# Уряд Луїша Монтенегру
Уряд Луїша Монтенегру (порт. Governo Montenegro), офіційно відомий як XXIV Конституційний уряд Португалії (порт. XXIV Governo Constitucional) -- чинний уряд Португалії, очолюваний Луїшом Монтенегру, який був призначений на посаду прем’єр-міністра 21 березня 2024 року Президентом Марселу Ребелу де Соза за результатами парламентських виборів. 2 квітня уряд офіційно склав присягу.
Уряд є коаліційним урядом меншості, сформованим Соціал-демократичною партією та ДСЦ–Народною партією, які брали участь у виборах 2024 року в складі виборчої коаліції "Демократичний альянс", де вони здобули 28,8% голосів та 80 місць з 230 в Асамблеї Республіки, надавши Луїшу Монтенегру право сформувати уряд, як лідеру найбільшої партії.

## Потенційні розширення
"Ліберальна ініціатива" розглядалась як потенційний коаліційний партнер нового уряду, проте, 26 березня, в день інавгурації нового скликання парламенту, лідер ЛІ Руй Роша офіційно заявив, що його партія не ввійде до уряду Монтенегру внаслідок домовленостей між СДП та ЛІ, проте додав, що ліберали готові до переговорів з урядовою коаліцією щодо «питань, що стосуються життя та майбутнього португальців», таких як державний бюджет.
Під час усієї виборчої кампанії "Шега!" та її лідер Андре Вентура заявляв, що хоче бути частиною нового правого уряду з соціал-демократами, "з чи без Монтенегру на чолі", за словами Вентури. Попри це, Монтенегру під час своєї переможної промови 11 березня вкотре запевнив, що уряду з партією Вентури не буде.

## Склад
Згідно зі статтею 183 Конституції Португалії, уряд складається з прем’єр-міністра, міністрів, державних секретарів та їх заступників, а також може включати одного або кількох віцепрем’єр-міністрів. Кількість, призначення та обов'язки міністерств і державних секретаріатів, а також форми координації між ними визначаються, залежно від випадку, указами про призначення відповідних посадових осіб або законом.
XXIV Конституційний уряд складається з прем’єр-міністра, 17 міністрів та 41 державного секретаря.
| Посада                                                | Міністр                        | Початок терміну | Кінець терміну | Партія | Партія       |
| ----------------------------------------------------- | ------------------------------ | --------------- | -------------- | ------ | ------------ |
| Прем'єр-міністр                                       | Луїш Монтенегру                | 2 квітня 2024   | чинний         |        | СДП          |
| Міністри                                              |                                |                 |                |        |              |
| Державний міністр та міністр закордонних справ        | Паулу Ранжел                   | 2 квітня 2024   | чинний         |        | СДП          |
| Державний міністр та міністр фінансів                 | Жуакім Міранда Сарменту        | 2 квітня 2024   | чинний         |        | СДП          |
| Міністр з питань президентства                        | Антоніу Лейтан Амару           | 2 квітня 2024   | чинний         |        | СДП          |
| Міністр-ад'юнкт та міністр територіальної єдності     | Мануел Каштру Алмеїда          | 2 квітня 2024   | чинний         |        | СДП          |
| Міністр у справах парламенту                          | Педру Дуарте                   | 2 квітня 2024   | чинний         |        | СДП          |
| Міністр національної оборони                          | Нуну Мелу                      | 2 квітня 2024   | чинний         |        | ДСЦ–НП       |
| Міністерка юстиції                                    | Рита Жудіс                     | 2 квітня 2024   | чинна          |        | безпартійна  |
| Міністерка внутрішніх справ                           | Марґарида Блашку               | 2 квітня 2024   | чинна          |        | безпартійна  |
| Міністр освіти, науки та інновацій                    | Фернанду Алешандре             | 2 квітня 2024   | чинний         |        | безпартійний |
| Міністерка охорони здоров'я                           | Ана Паула Мартінш              | 2 квітня 2024   | чинна          |        | СДП          |
| Міністр інфраструктури та житлового фонду             | Міґел Пінту Луж                | 2 квітня 2024   | чинний         |        | СДП          |
| Міністр економіки                                     | Педру Рейш                     | 2 квітня 2024   | чинний         |        | СДП          |
| Міністерка праці, солідарності та соціального захисту | Марія до Розаріу Палма Рамалью | 2 квітня 2024   | чинна          |        | безпартійна  |
| Міністерка навколишнього середовища та енергетики     | Ґраса Карвалью                 | 2 квітня 2024   | чинна          |        | СДП          |
| Міністерка молоді та модернізації                     | Марґарида Балсейру Лопіш       | 2 квітня 2024   | чинна          |        | СДП          |
| Міністр сільського господарства та рибальства         | Жозе Мануел Фернандіш          | 2 квітня 2024   | чинний         |        | СДП          |
| Міністерка культури                                   | Даліла Родріґіш                | 2 квітня 2024   | чинна          |        | безпартійна  |